# Leichtathletik-Weltmeisterschaften 2015/Hammerwurf der Frauen
Der Hammerwurf der Frauen bei den Leichtathletik-Weltmeisterschaften 2015 wurde am 26. und 27. August 2015 im Nationalstadion der chinesischen Hauptstadt Peking ausgetragen.
Ihren dritten Weltmeistertitel nach 2009 und 2013 errang die aktuelle Olympiasiegerin, zweifache Europameisterin (2012/2014), EM-Dritte von 2010 und Weltrekordinhaberin Anita Włodarczyk aus Polen.

Ihren zweiten Platz von 2013 wiederholte die zweifache WM-Dritte (2007/2011), Olympiazweite von 2008, Olympiadritte von 2012 und zweifache Asienmeisterin (2005/2009) Zhang Wenxiu aus der Volksrepublik China.

Die Französin Alexandra Tavernier gewann die Bronzemedaille.

## Rekorde

### Bestehende Rekorde

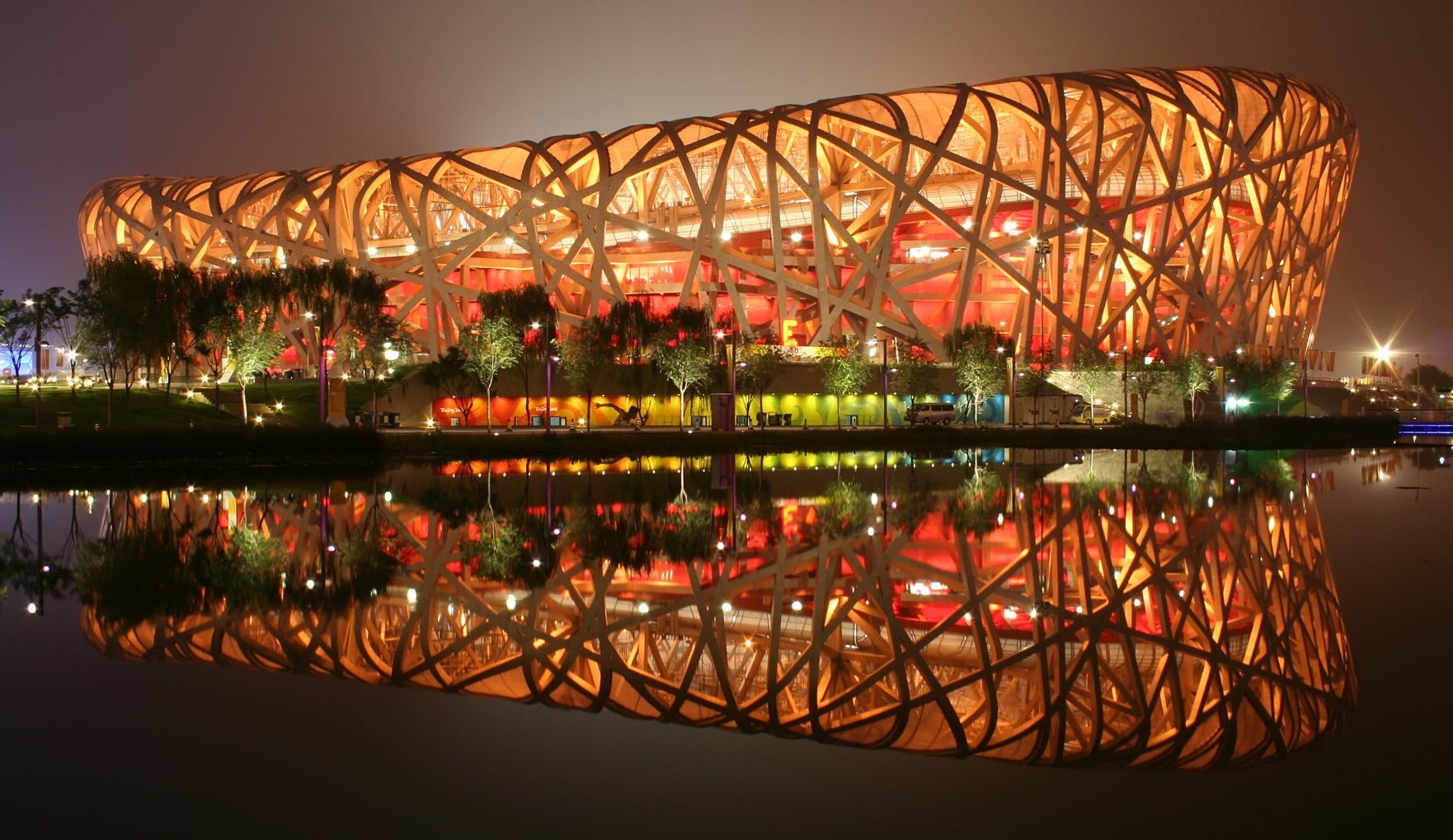
Das Nationalstadion Peking während der Weltmeisterschaften

| Weltrekord | 79,58 m | Anita Włodarczyk | Berlin, Deutschland    | 31. August 2014 | anerkannt zum Zeitpunkt der WM      |
| Weltrekord | 81,08 m | Anita Włodarczyk | Cetniewo, Polen        | 01. August 2015 | noch nicht von der IAAF ratifiziert |
| WM-Rekord  | 78,46 m | Anita Włodarczyk | WM in Moskau, Russland | 16. August 2013 |                                     |

### Rekordverbesserungen
Der WM-Rekord wurde dreimal verbessert und es gab einen Landesrekord.
- Weltmeisterschaftsrekord:
  - 78,52 m – Anita Włodarczyk (Polen), Finale am 27. August, zweiter Durchgang
  - 80,27 m – Anita Włodarczyk (Polen), Finale am 27. August, dritter Durchgang
  - 80,85 m – Anita Włodarczyk (Polen), Finale am 27. August, vierter Durchgang
- Landesrekord:
  - 73,86 m – Sophie Hitchon (Großbritannien), Finale am 27. August, sechster Durchgang

## Qualifikation
Die Qualifikation wurde in zwei Gruppen durchgeführt. Die Qualifikationsweite für den direkten Finaleinzug betrug 72,50 m. Da nur vier Athletinnen diese Weite übertrafen (hellblau unterlegt), wurde das Finalfeld mit den nächstbesten Athletinnen beider Gruppen auf insgesamt zwölf Teilnehmerinnen aufgefüllt (hellgrün unterlegt). So reichten schließlich 69,86 m für die Finalteilnahme.

### Gruppe A
26. August 2015, 9:30 Uhr Ortszeit Ortszeit (3:30 Uhr MESZ)
| Platz | Athletin                   | Land                | 1. Versuch | 2. Versuch | 3. Versuch | Weite (m) |
| ----- | -------------------------- | ------------------- | ---------- | ---------- | ---------- | --------- |
| 01    | Anita Włodarczyk           | Polen               | 75,01      | –          | –          | 75,01     |
| 02    | Alexandra Tavernier        | Frankreich          | 74,39      | –          | –          | 74,39 PB  |
| 03    | Wang Zheng                 | Volksrepublik China | 69,85      | 73,06      | –          | 73,06     |
| 04    | Kathrin Klaas              | Deutschland         | 71,38      | 71,41      | 67,81      | 71,41     |
| 05    | Sophie Hitchon             | Großbritannien      | x          | 71,07      | x          | 71,07     |
| 06    | Rosa Rodríguez             | Venezuela           | 70,57      | x          | x          | 70,57     |
| 07    | Amanda Bingson             | USA                 | 66,99      | x          | 69,99      | 69,99     |
| 08    | Alena Sobalewa             | Belarus             | 68,66      | x          | 69,86      | 69,86     |
| 09    | Malwina Kopron             | Polen               | 69,53      | 66,13      | 67,85      | 69,53     |
| 10    | DeAnna Price               | USA                 | x          | x          | 68,69      | 68,69     |
| 11    | Liu Tingting               | Volksrepublik China | x          | 66,48      | 67,07      | 67,07     |
| 12    | Marina Marghieva-Nikisenko | Moldau              | x          | 66,63      | x          | 66,63     |
| 13    | Iryna Nowoschylowa         | Ukraine             | 65,65      | 65,17      | 61,93      | 65,65     |
| 14    | Éva Orbán                  | Ungarn              | 64,57      | x          | x          | 64,57     |
| 15    | Tereza Králová             | Tschechien          | 61,13      | 61,39      | x          | 61,39     |

In Qualifikationsgruppe A ausgeschiedene Hammerwerferinnen:

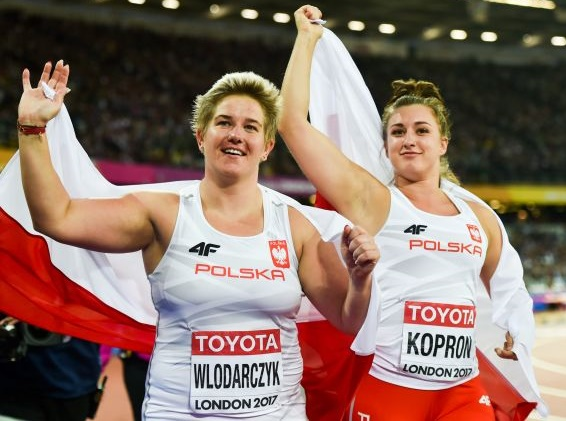
Malwina Kopron (rechts) Rang neun mit 69,53 m
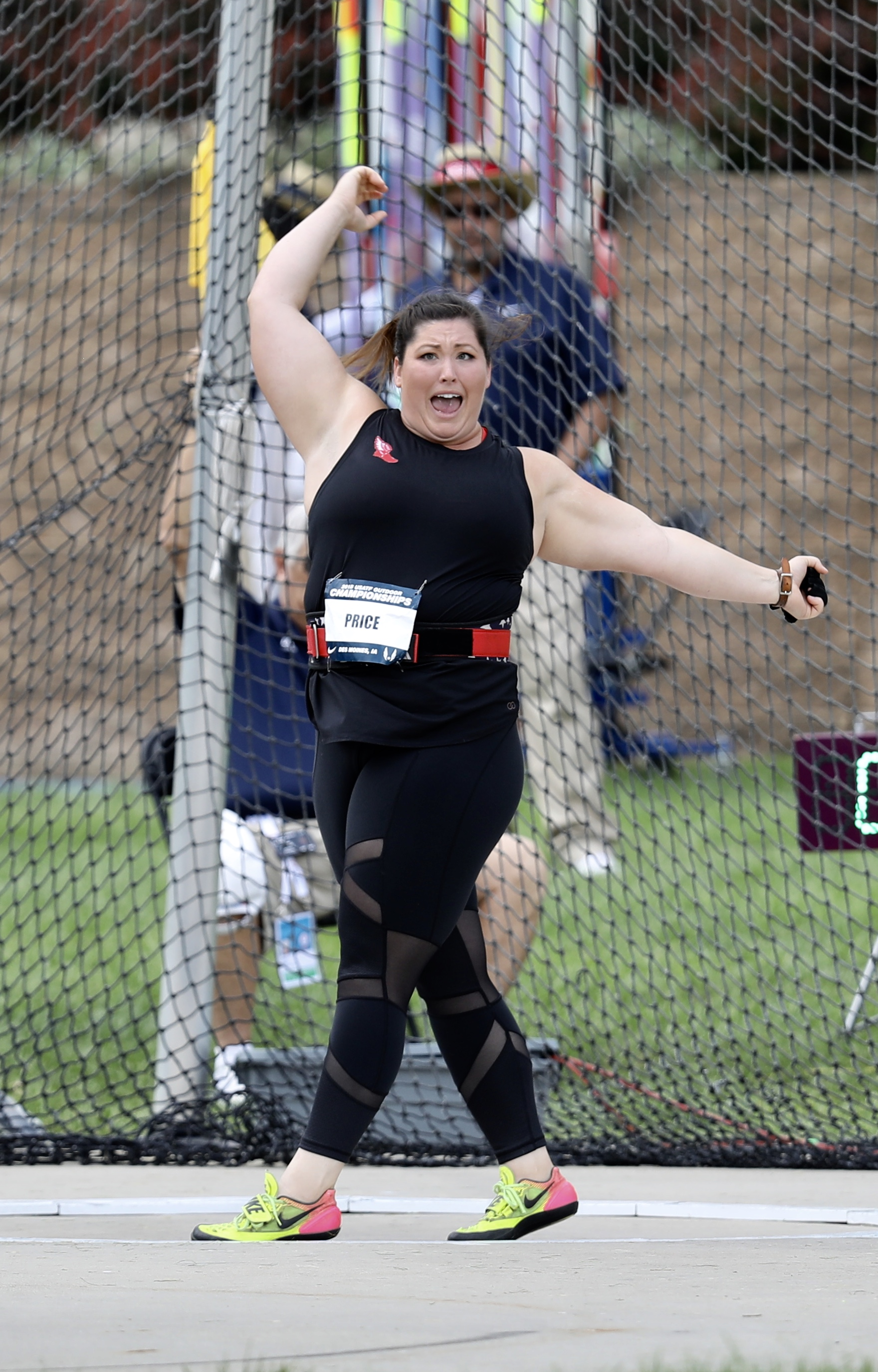
DeAnna Price Rang zehn mit 68,69 m
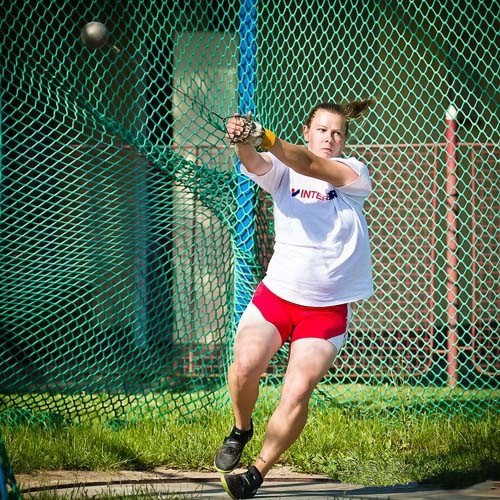
Éva Orbán Rang vierzehn mit 64,57 m

### Gruppe B
26. August 2015, 10:55 Uhr Ortszeit Ortszeit (4:55 Uhr MESZ)
| Platz | Athletin          | Land                | 1. Versuch | 2. Versuch | 3. Versuch | Weite (m) |
| ----- | ----------------- | ------------------- | ---------- | ---------- | ---------- | --------- |
| 01    | Zhang Wenxiu      | Volksrepublik China | 72,92      | –          | –          | 72,92 SB  |
| 02    | Zalina Marghieva  | Moldau              | 72,29      | –          | –          | 72,29     |
| 03    | Amber Campbell    | USA                 | 72,06      | –          | –          | 72,06     |
| 04    | Betty Heidler     | Deutschland         | 69,80      | 70,60      | 69,61      | 70,60     |
| 05    | Sultana Frizell   | Kanada              | 69,66      | 67,54      | 69,37      | 69,66     |
| 06    | Yirisleydi Ford   | Kuba                | x          | 67,92      | 69,43      | 69,43     |
| 07    | Martina Hrašnová  | Slowakei            | 68,80      | 67,28      | 67,63      | 68,80     |
| 08    | Joanna Fiodorow   | Polen               | 68,72      | x          | x          | 68,72     |
| 09    | Réka Gyurátz      | Ungarn              | 64,94      | 68,26      | 65,37      | 68,26     |
| 10    | Kıvılcım Kaya     | Türkei              | 67,98      | x          | 66,98      | 67,98     |
| 11    | Jennifer Dahlgren | Argentinien         | 66,89      | 67,68      | x          | 67,68     |
| 12    | Hanna Skydan      | Aserbaidschan       | 66,91      | x          | 66,82      | 66,91     |
| 13    | Silvia Salis      | Italien             | 64,43      | x          | 66,80      | 66,80     |
| 14    | Tracey Andersson  | Schweden            | x          | 65,28      | 65,99      | 65,99     |
| 15    | Laura Redondo     | Spanien             | 62,46      | 63,86      | 63,45      | 63,86     |
| NM    | Alena Kretschyk   | Belarus             | x          | x          | x          | ogV       |

In Qualifikationsgruppe B ausgeschiedene Hammerwerferinnen:

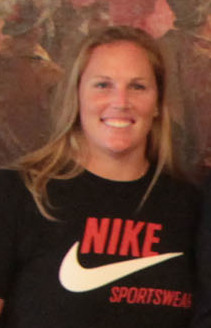
Jennifer Dahlgren Rang elf mit 67,68 m
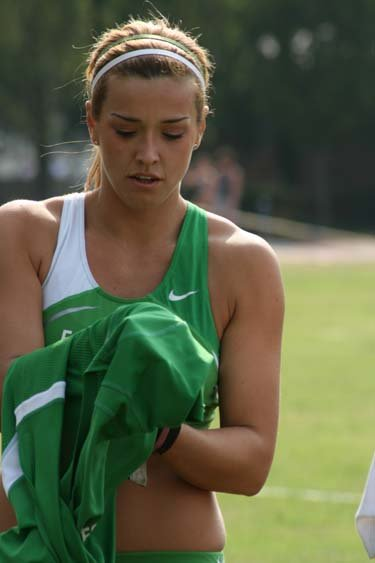
Silvia Salis Rang dreizehn mit 64,43 m
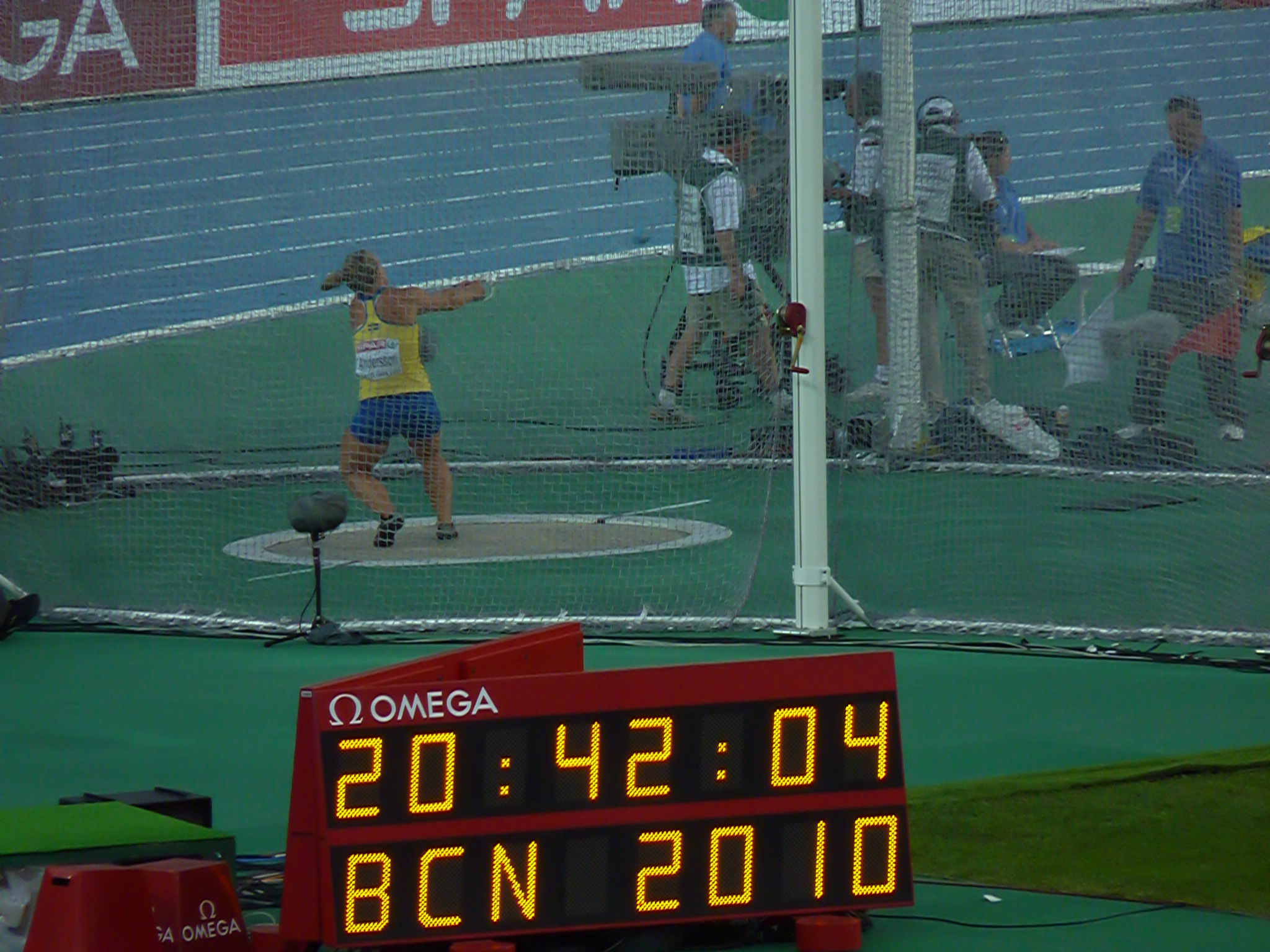
Tracey Andersson Rang vierzehn mit 65,99 m

## Finale
27. August 2015, 19:00 Uhr Ortszeit Ortszeit (13:00 Uhr MESZ)
Für diesen Wettbewerb trat die polnische Weltrekordlerin Anita Włodarczyk als klare Favoritin an. Sie war die Olympiasiegerin von 2012, die Doppeleuropameisterin von 2012 / 2014, die Weltmeisterin von 2009 und Vizeweltmeisterin von 2013. Die russische Titelverteidigerin Tatjana Lyssenko war nicht am Start. Weitere Medaillenkandidatinnen waren vor allem die Chinesin Zhang Wenxiu – WM-Dritte von 2011 / 2013, Olympiazweite von 2008, Olympiadritte von 2012, die slowakische Vizeeuropameisterin von 2012 / 2014 Martina Hrašnová und die Chinesin Wang Zheng als WM-Vierte von 2013. Die in vergangenen Jahren sehr erfolgreiche deutsche Werferin Betty Heidler hatte nicht mehr ganz die Form früherer Zeiten.
Włodarczyk dominierte die Konkurrenz spätestens nach zwei Durchgängen, wie sie wollte. Bereits in Runde eins hatte sie mit 74,40 m die Führung übernommen. Die ganz großen Weiten begannen dann mit ihrem zweiten Wurf, der bei 78,52 m landete. Zweimal übertraf sie die 80-Meter-Marke. Ihr weitester Versuch ging bis auf 80,85 m, damit übertraf sie Lyssenkos Meisterschaftsrekord von 2013 um mehr als zwei Meter.
Im Kampf um Platz zwei setzte sich Zhang Wenxiu durch. Sie erzielte mit ihrem besten Wurf im vierten Durchgang 76,33 m und lag damit mehr als vier Meter hinter Weltmeisterin Anita Włodarczyk. Ziemlich überraschend erkämpfte sich die Französin Alexandra Tavernier die Bronzemedaille. Dazu reichten ihre 74,02 m aus Runde eins. Mit neuem britischen Rekord von 73,86 m wurde Sophie Hitchon Vierte. Ihre beste Weite erzielte sie mit ihrem letzten Wurf, hatte aber bereits vorher auf Platz vier gelegen. Nur drei Zentimeter hinter der Britin belegte Wang Zheng auf den fünften Rang vor den beiden Deutschen Kathrin Klaas und Betty Heidler. Achte wurde Zalina Marghieva aus der Republik Moldau.
| Platz | Athletin            | Land                | 1. Versuch | 2. Versuch | 3. Versuch | 4. Versuch                                  | 5. Versuch                                  | 6. Versuch                                  | Weite (m) |
| ----- | ------------------- | ------------------- | ---------- | ---------- | ---------- | ------------------------------------------- | ------------------------------------------- | ------------------------------------------- | --------- |
|       | Anita Włodarczyk    | Polen               | 74,40      | 78,52 CR   | 80,27 CR   | 80,85 CR                                    | 79,31                                       | x                                           | 80,85 CR  |
|       | Zhang Wenxiu        | Volksrepublik China | 73,47      | 75,92      | 73,65      | 76,33                                       | 69,93                                       | 72,99                                       | 76,33 SB  |
|       | Alexandra Tavernier | Frankreich          | 74,02      | 69,59      | x          | 67,83                                       | 69,93                                       | 70,60                                       | 74,02     |
| 04    | Sophie Hitchon      | Großbritannien      | 71,20      | 71,44      | 73,65      | 71,06                                       | 72,10                                       | 73,86 NR                                    | 73,86 NR  |
| 05    | Wang Zheng          | Volksrepublik China | 72,92      | 68,80      | x          | x                                           | 71,50                                       | 73,83                                       | 73,83     |
| 06    | Kathrin Klaas       | Deutschland         | 70,61      | 72,72      | 73,13      | 72,65                                       | 71,64                                       | 73,18                                       | 73,18 SB  |
| 07    | Betty Heidler       | Deutschland         | 69,33      | 72,56      | 72,24      | 72,35                                       | 71,22                                       | 69,85                                       | 72,56     |
| 08    | Zalina Marghieva    | Moldau              | 72,15      | 72,20      | 72,38      | x                                           | 71,87                                       | x                                           | 72,38     |
| 09    | Amanda Bingson      | USA                 | 72,35      | 68,86      | x          | nicht im Finale der besten acht Werferinnen | nicht im Finale der besten acht Werferinnen | nicht im Finale der besten acht Werferinnen | 72,35 SB  |
| 10    | Alena Sobalewa      | Belarus             | 63,52      | 67,80      | 70,09      | nicht im Finale der besten acht Werferinnen | nicht im Finale der besten acht Werferinnen | nicht im Finale der besten acht Werferinnen | 70,09     |
| 11    | Rosa Rodríguez      | Venezuela           | x          | x          | 67,78      | nicht im Finale der besten acht Werferinnen | nicht im Finale der besten acht Werferinnen | nicht im Finale der besten acht Werferinnen | 67,78     |
| NM    | Amber Campbell      | USA                 | x          | x          | x          | nicht im Finale der besten acht Werferinnen | nicht im Finale der besten acht Werferinnen | nicht im Finale der besten acht Werferinnen | ogV       |

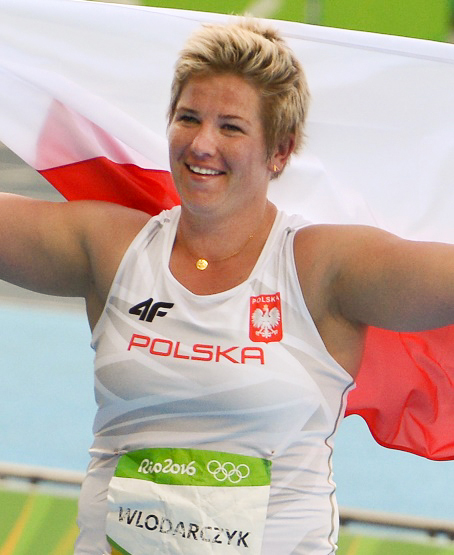
Weltmeisterin Anita Włodarczyk
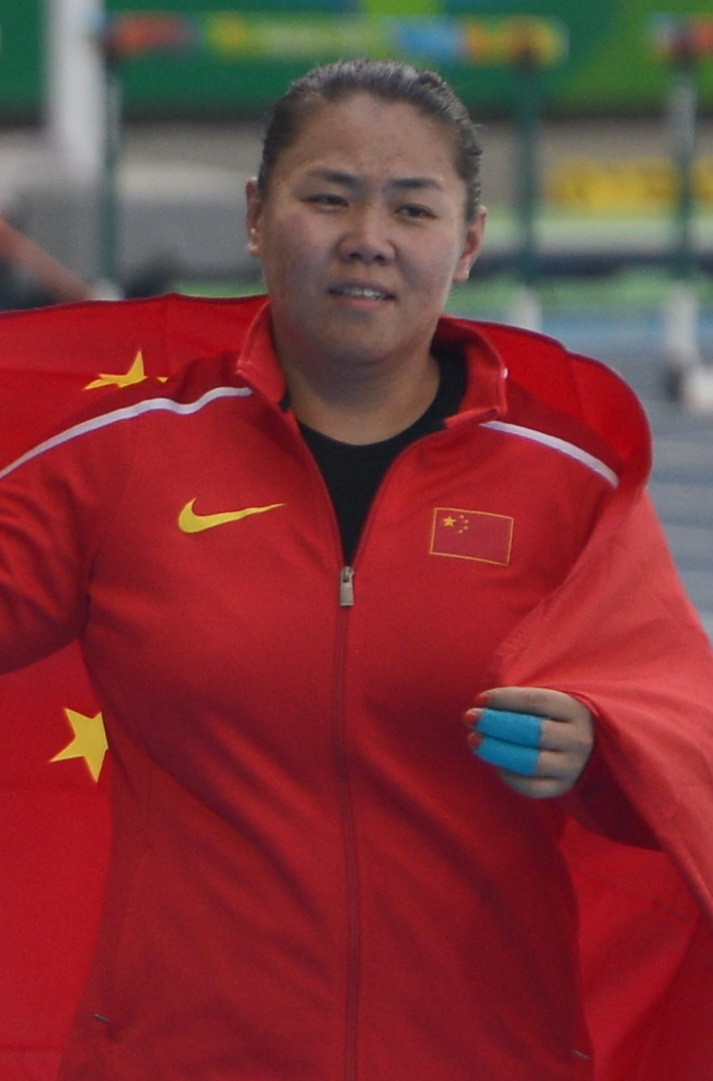
Vizeweltmeisterin Zhang Wenxiu
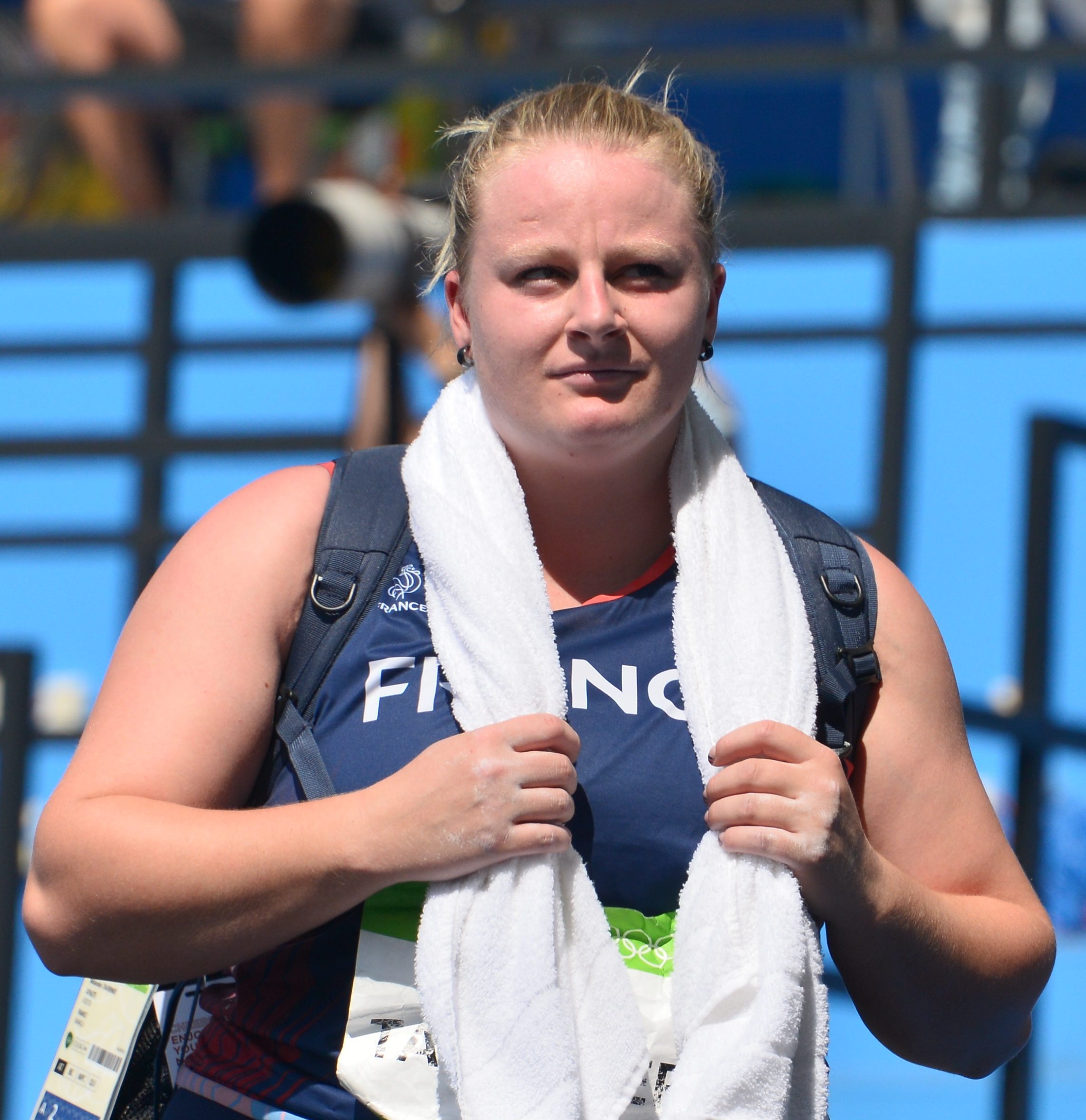
Bronzemedaillengewinnerin Alexandra Tavernier

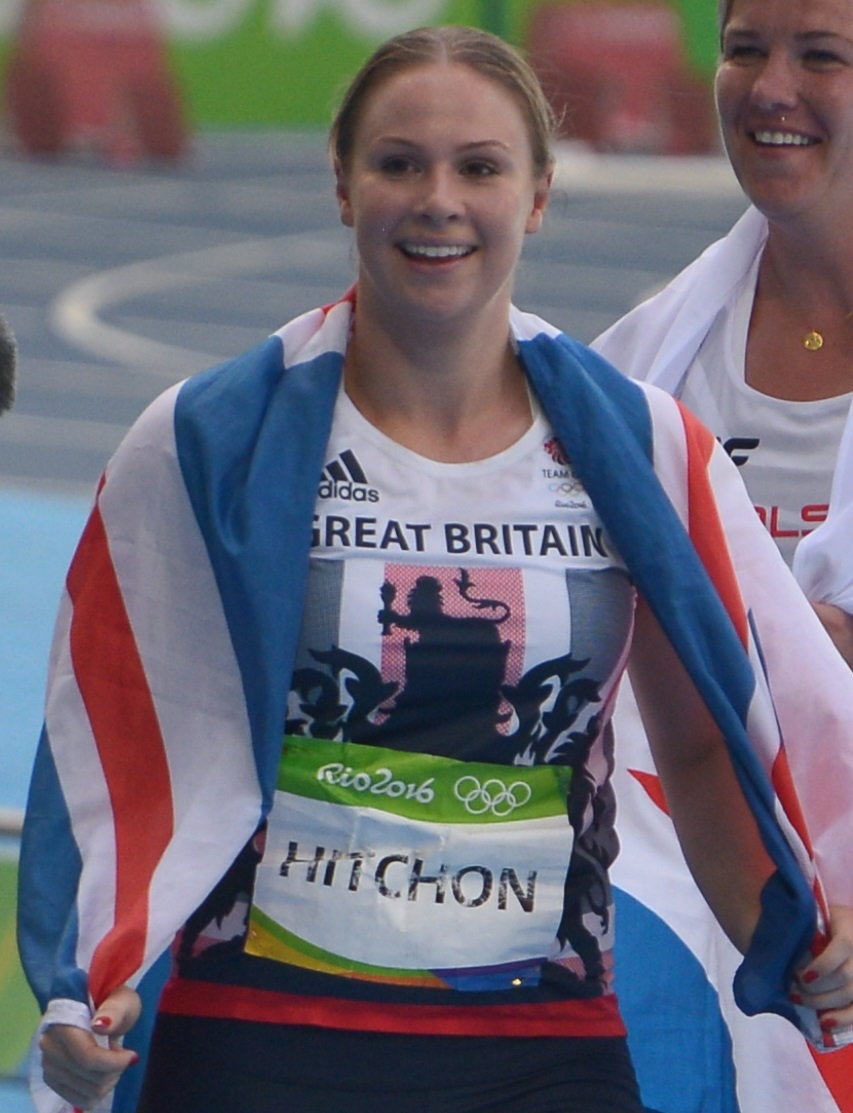
Sophie Hitchon erreichte den vierten Platz
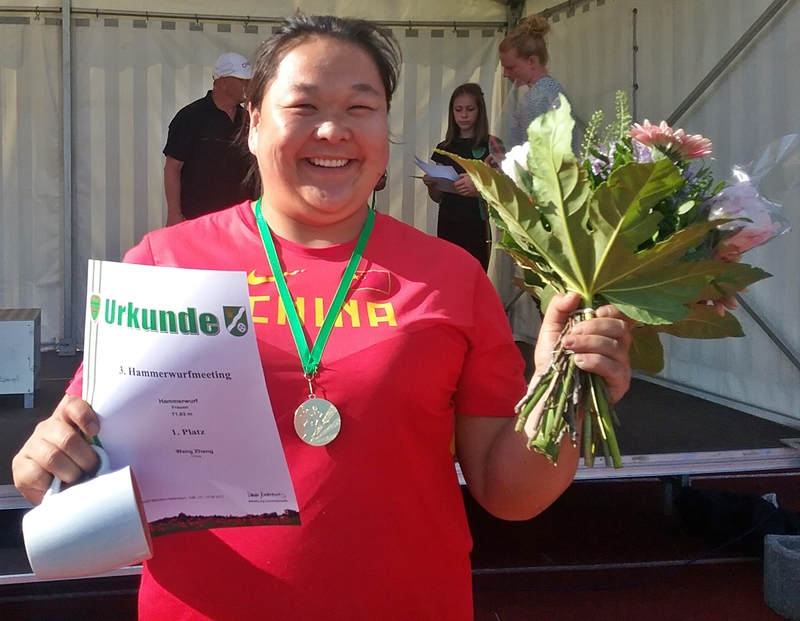
Rang fünf für Wang Zheng
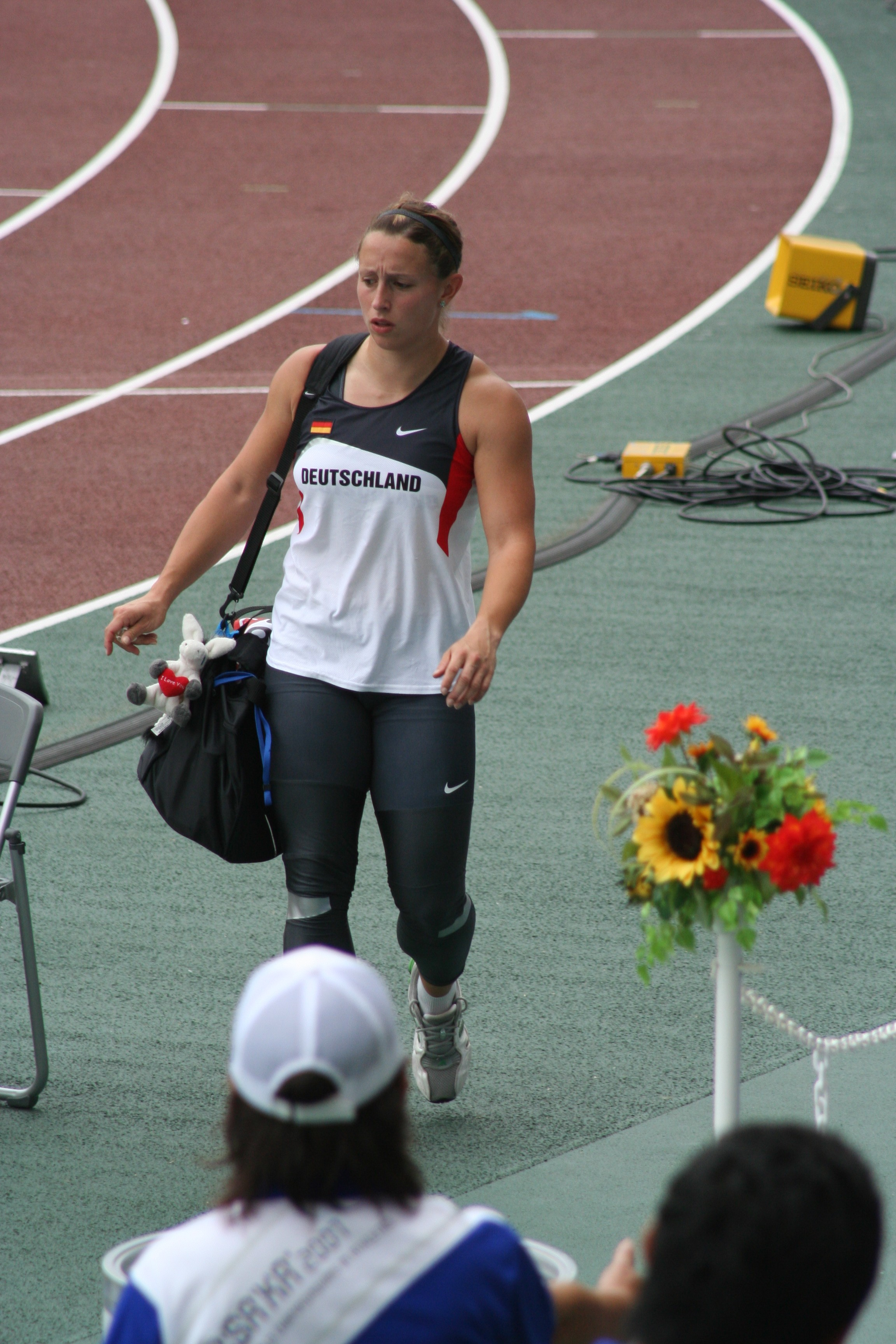
Kathrin Klaas kam auf den sechsten Platz
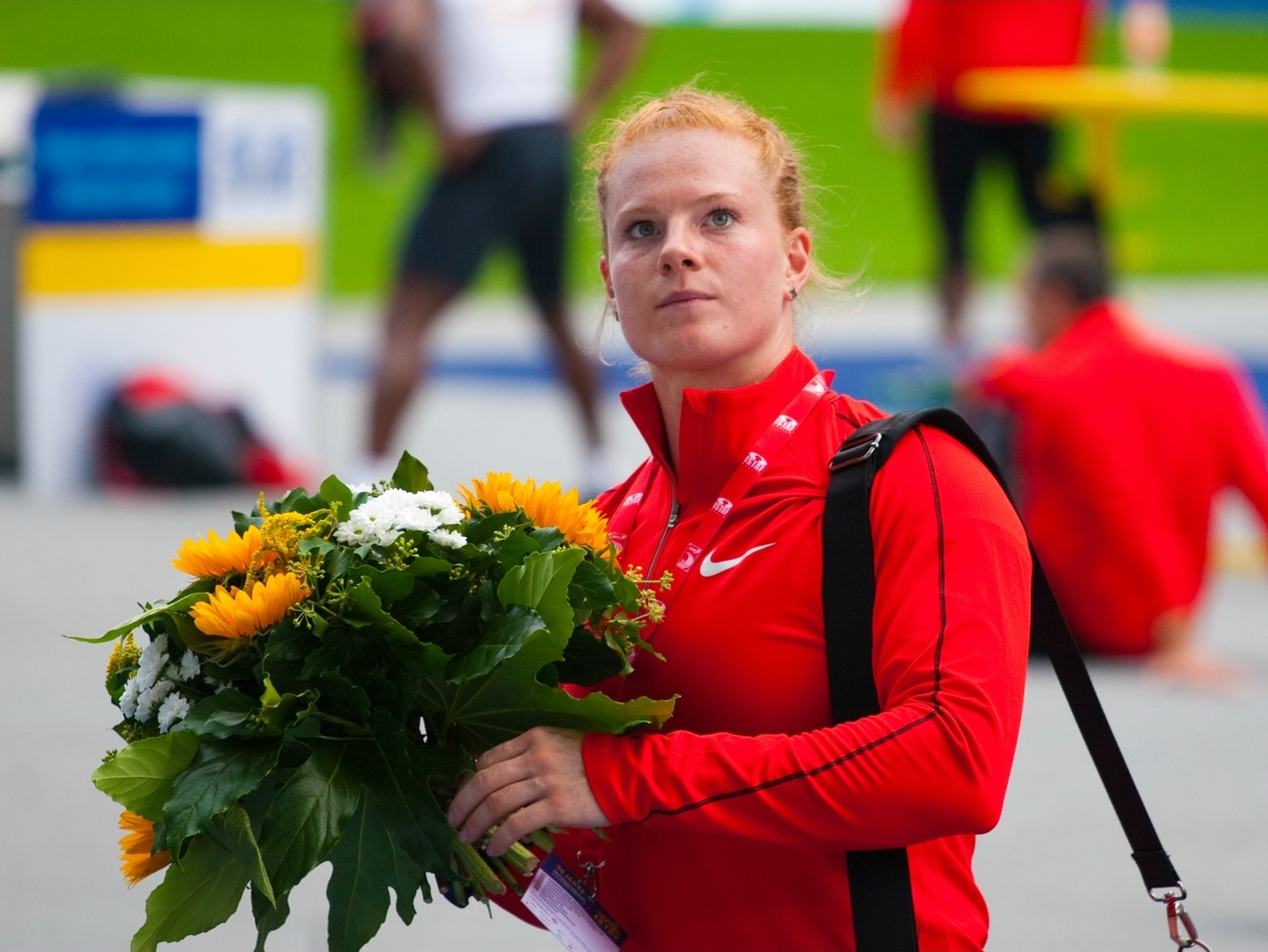
Betty Heidler – u. a. Weltmeisterin von 2007 – belegte im Finale Rang sieben

## Video
- Anita Włodarczyk 80.85m (CR) Hammer throw IAAF World Championships beijing 2015, youtube.com, abgerufen am 22. Februar 2021